# آزادی بیان در کشورها
آزادی بیان در کشورها (انگلیسی: Freedom of speech by country) مفهوم حق انحصاری ذاتی است که به‌طور عمومی بدون ترس از سانسور یا مجازات صدق می‌کند. «گفتار» محدود به گفتار عمومی نیست و به‌طور کلی شامل اشکال دیگر بیان نیز می‌شود. این حق در اعلامیه جهانی حقوق بشر سازمان ملل متحد در نظر گرفته شده و در قوانین بسیاری از کشورها به رسمیت شناخته شده است. با این وجود میزان رعایت آن در کشورهای مختلف عملاً متفاوت است. در بسیاری از کشورها، به ویژه کشورهایی که حکومتی اقتدار گرا دارند، سانسور دولتی آشکارا اعمال می‌شود. بعضاً ادعا شده است که سانسور به صورت دیگری صورت گرفته است (نگاه کنید به مدل تبلیغاتی) و رویکردهای مختلفی در رابطه با آزادی بیان وجود دارد نظیر سخن گفتن از نفرت، ناامیدی و قوانین دینی که وجود دارد.
فهرست زیر بخشی از ادعاهای دولتی کشورها است و لزوماً وضعیت واقعی را منعکس نمی‌کند.

## قانون بین‌المللی
اعلامیه جهانی حقوق بشر سازمان ملل متحد در سال ۱۹۴۸ تصویب شده است که در ماده ۱۹ این قانون آمده است:
هر انسانی حق آزادی بیان و عقیده دارد؛ این حق شامل آزادی داشتن عقیده و باور بدون دخالت و تفتیش عقاید، دریافت و انتشار اطلاعات و افکار خود از طریق رسانه‌ها و بدون ملاحظات مرزی است.
از لحاظ فنی، به عنوان یک قطعنامه مجمع عمومی سازمان ملل متحد به جای یک معاهده، از لحاظ قانونی به‌طور کامل در مورد اعضای سازمان ملل متحد نیست. علاوه بر این، در حالی که برخی از مقررات آن به عنوان بخشی از قوانین بین‌المللی عرفی در نظر گرفته می‌شوند، اختلاف نظر وجود دارد. آزادی بیان به معنای حفاظت از حقوق بین‌الملل توسط قانون میثاق بین‌المللی حقوق مدنی و سیاسی است که در حدود ۱۵۰ کشور ملزم به آن هستند.
در تصویب اعلامیه جهانی حقوق بشر سازمان ملل متحد، ایرلند، ایتالیا، لوکزامبورگ، موناکو، استرالیا و هلند اصرار بر متمم ماده ۱۹ دارند تا بتوانند بر صدور مجوز رسانه ای روی سیستم‌های خود تأثیر بگذارند.

## آسیا
در میان کشورهای آسیایی چند کشور تضمین قانون آزادی بیان را برای شهروندان خود برقرار کرده‌اند. با این وجود، در برخی از کشورها این قانون برقرار نیست. موانع آزادی بیان مشترک هستند و بین کشورهای آسیایی بسیار متفاوت است.
بین تضمین‌های قانونی، قانون اساسی آزادی بیان و شیوه‌های واقعی آن در میان کشورهای آسیایی ارتباط روشنی وجود ندارد.

### ایران
مقالات اصلی: آزادی بیان در ایران، سانسور در ایران و سانسور اینترنت در ایران
- براساس گزارش سازمان گزارشگران بدون مرز در سال ۲۰۱۸ ایران در رده‌بندی صد و چهل و چهارم قرار داشته و همچنان یکی از زندان‌های بزرگ جهان برای روزنامه‌نگاران محسوب می‌شود.[۶][۷]
- توهین علیه اسلام در ایران غیرقانونی است[۸]
- براساس شاخص آزادی مطبوعات در سال ۲۰۰۷، ایران رتبه ۱۶۶ از میان ۱۶۹ کشور را داراست. تنها سه کشور دیگر - اریتره، کره شمالی و ترکمنستان - محدودیت بیشتری برای آزادی رسانه‌های خبری نسبت به ایران داشته‌اند.[۹] گزارشگران بدون مرز (RWB) ایران را «بزرگ‌ترین زندان خاورمیانه برای روزنامه نگاران» نامیده است.[۱۰]
- سازمان گزارشگران بدون مرز (RSF) روز ۲۶ نوامبر ۲۰۱۹ فشار حکومت جمهوری اسلامی را به خانواده خبرنگاران محکوم کرده و اعلام کرد که در رده‌بندی جهانی آزادی مطبوعات ۲۰۱۹، ایران از میان ۱۸۰ کشور جهان در رده ۱۷۰ قرار دارد.[۱۱]
- روز پنجشنبه ۲۲ بهمن همزمان با «روز جهانی مبارزه با سانسور سایبری»، سازمان گزارشگران بدون مرز، «مرکز ملی فضای مجازی ایران» را در فهرست نهادهای سرکوبگر سایبری در جهان ثبت کرده است؛ که دارای بدترین کارنامه در سرکوب سایبری هستند و تأکید شده است که فعالیت آنها خطری آشکار برای آزادی عقیده و بیان تصریح شده در ماده ۱۹ اعلامیه حقوق بشر است.[۱۲]
- بر اساس گزارش سازمان گزارشگران بدون مرز طی ۴۰ سال گذشته ایران یکی از سرکوبگرترین کشورهای جهان در سرکوب خبرنگاران بوده است. از سال ۱۹۷۹ تا کنون دست کم ۸۶۰ روزنامه‌نگار و خبرنگار در ایران زندانی یا اعدام شده‌اند.[۱۳]
- روز ۸ سپتامبر ۲۰۲۰ سازمان خبرنگاران بدون مرز نسبت به استمرار بازداشت و سرکوب روزنامه‌نگاران در ایران ابراز نگرانی کرده و با اسم بردن از خبرنگاران و روزنامه‌نگارانی که بخاطر حرفه‌شان بازداشت شده و زیر فشار و توهین و افترا قراردارند هشدار داد، یک مسئول این سازمان گفت که «شورای حقوق بشر باید برای حفاظت و دفاع از روزنامه‌نگاران اقدام‌های جدی‌تری انجام دهد.»[۱۴]
- فدراسیون بین‌المللی روزنامه‌نگاران روز ۱۸ بهمن ۱۳۹۸ با انتشار بیانیه‌ای "حمله نیروهای امنیتی حکومت ایران به خانه شش روزنامه‌نگار را محکوم کرد و نیروهای "اطلاعات سپاه پاسداران" را مسئول فشارهای اخیر بر روزنامه‌نگاران معرفی کرد. آنتونی بلانگر، دبیرکل این فدراسیون گفته است که "تهدید و ارعاب روزنامه‌نگاران ابزاری ناخوشایند برای ساکت کردن نظرات عمومی از سوی دولت است."[۱۵]
- ۳۱۳ نفر از سینماگران ایرانی روز ۲۱ شهریور ۱۳۹۹ «روز ملی سینما» با امضای بیانیه‌ای خواستار برچیده شدن نظام سانسور در ایران شدند.[۱۶]
- سازمان گزارشگران بدون مرز در گزارش سالانه ۲۰۲۱ خود، ایران را از لحاظ آزادی‌های رسانه‌ای و خبرنگاران در رتبه ۱۷۴ قرار داد.[۱۷] براساس این گزارش علی خامنه‌ای نیز در فهرست درندگان آزادی رسانه‌ها در جهان قرار گرفت.[۱۸][۱۹][۱۷]
- سازمان گزارشگران بدون مرز در گزارش سال ۲۰۲۳ خود حکومت جمهوری اسلامی ایران را از نظر آزادی در رتبه ۱۷۷ از ۱۸۰ کشور پس از کره‌شمالی، چین و ویتنام قرار داد، و آن را یکی از مخوف‌ترین کشورها برای روزنامه‌نگاران نامید.[۲۰]
- سازمان گزارشگران بدون مرز در گزارش سال ۲۰۲۴ خود، ایران را از نظر آزادی بیان و شاخص‌های روزنامه‌نگاری در رتبه ۱۷۶ قرار داد که همراه با کره شمالی، افغانستان، سوریه و اریتره در قعر جدول هستند. بر اساس این گزارش جایگاه ایران به عنوان یکی از «سرکوب‌گرترین کشورهای جهان از نظر آزادی مطبوعات»، از زمان موج عظیم اعتراضات در واکنش به قتل مهسا امینی در بازداشت گشت ارشاد در شهریور سال ۱۴۰۱، بدتر شده است. این گزارش همچنین می‌افزاید ایران با حبس دست‌کم ۲۳ روزنامه‌نگار، یکی از بزرگ‌ترین زندان‌های جهان برای روزنامه‌نگاران است.[۲۱]

### هند
مقاله اصلی: آزادی بیان در هند
همچنین مقاله سانسور در هند را ببینید
قانون اساسی هند آزادی بیان را برای همه شهروندان تضمین می‌کند، اما همچنین محدودیت‌های قابل توجهی را اعمال می‌کند. در هند، شهروندان آزاد هستند که از دولت، سیاست، سیاستمداران، بوروکراسی و سیاست‌ها انتقاد کنند. با این حال، سخنرانی‌ها را می‌توان به دلایل امنیتی، اخلاقی و تحریک‌پذیری محدود کرد. در دادگاه عالی هند، موارد برجسته‌ای وجود دارد که آزادی مطبوعات و آزادی بیان در مورد سیاست کشور را برای هر شهروند تأیید کرده است.

### هنگ کنگ
در «فصل سوم: حقوق اساسی و وظایف ساکنان» (第三章: 居民的基本權利和義務) در قانون اساسی هنگ کنگ:
ماده ۲۷: ساکنان هنگ کنگ باید از آزادی بیان برخوردار باشند، که شامل آزادی مطبوعات و انتشارات؛ آزادی اجتماعات، شوراها، صفوف و تظاهرات؛ و حق و آزادی تشکیل و پیوستن به اتحادیه‌های کارگری، و آزادی اعتصاب.
第二十七條: 香港居民享有言論、新聞、出版的自由，結社、集會、遊行、示威的自由，組織和參加工會、罷工的權利和自由。
به موجب ماده ۳۰:. آزادی و حریم شخصی و آزادی ارتباطات ساکنان هنگ کنگ توسط قانون باید تأمین شود. هیچ گروه و فردی، در هیچ زمینه‌ای مجاز به تجاوز به آزادی و حریم شخصی، و ارتباطات ساکنان نخواهد بود به استثنای مواردی که توسط مقامات برای انجام امور قانونی به منظور برآوردن نیازهای امنیت عمومی یا تحقیق در مورد جرائم جنایی مورد بازرسی قرار گیرند. 第三十條: 香港居民的通訊自由和通訊秘密受法律的保護。除因公共安全和追查刑事犯罪的需要，由有關機關依照法律程序對通訊進行檢查外，任何部門或個人不得以任何理由侵犯居民的通訊自由和通訊秘密。

### اندونزی
توهین به مقدسات مذهبی در اندونزی تحت قانون ناسزاگویی غیرقانونی است.
در بعضی موارد در اندونزی برای انتقاد از دولت اشاره کردن به نام اعضای هیئت دولت هنوز خطا محسوب می‌شود.

### بنگلادش
مقاله اصلی: حقوق بشر در بنگلادش
همچنین می‌توانید به مقاله قوانین بنگلادش مراجعه کنید.
در فصل سوم حقوق بنیادی در قانون اساسی بنگلادش ظاهراً آزادی بیان را برای هر شهروند بر اساس ماده ۳۹ قانون اساسی تضمین می‌کند.

### اسرائیل
مقاله اصلی: به حقوق بشر در اسرائیل مراجعه کنید

### ژاپن
می‌توانید به مقاله وضعیت حقوق بشر، آزادی بیان و مطبوعات در ژاپن مراجعه کنید.
آزادی بیان توسط فصل سوم، ماده ۲۱ متمم قانون اساسی ژاپن تضمین شده است. معافیت‌های چندانی در این حقوق وجود دارد و مقامات و رسانه‌ها با طیف گسترده‌ای از افکار مدارا می‌کنند.

### مالزی
می‌توانید به مقاله سانسور در مالزی مراجعه کنید.
در ماه مه ۲۰۰۸، نخست‌وزیر مالزی، داتوک سری عبدالله احمد بداوی، عنوان کرد: «رسانه‌ها باید سانسور داوطلبانه خود را انجام دهند». او گفت: هیچ چیز بنام آزادی نامحدود وجود ندارد و رسانه‌ها نباید از «سانسور داوطلبانه» برای احترام به هنجارهای فرهنگی، جوامع مختلف ارزش‌های مختلفی داشته باشند.

### پاکستان
ماده ۱۹ قانون اساسی پاکستان آزادی بیان و آزادی مطبوعات را با محدودیت‌های خاص تضمین می‌کند. خشونت علیه مذاهب مختلف در پاکستان غیرقانونی است.

### جمهوری خلق چین
می‌توانید به سانسور در جمهوری خلق چین مراجعه کنید.
ماده ۳۵ قانون اساسی جمهوری خلق چین ادعا می‌کند که: «شهروندان جمهوری خلق چین از آزادی بیان، مطبوعات، ملاقات، انجمن، صفوف و تظاهرات لذت می‌برند.»
اما حزب کمونیست چین (CPC)، حزب حاکم حزب کمونیست چین (CPR)، یا حزب کمونیست چین (CPC)، سانسور را در جمهوری خلق چین (PRC) اجرا می‌کند.
سانسور دولتی به‌طور عمده به دلایل سیاسی، و همچنین حفظ کنترل دولت بر مردم است.
دولت چینی ادعا می‌کند که دارای حق قانونی برای کنترل محتوای اینترنت در داخل قلمرو خود است و قوانین سانسور آن‌ها بر حق شهروندان برای آزادی بیان نقض نمی‌شود.
از سال ۲۰۱۲ که جین پینگ به دبیرکل حزب کمونیست چین (رهبر واقعی حزب کمونیست) تبدیل شد، سانسور به‌طور قابل توجهی تقویت شده است.

### فیلیپین
ماده سوم بخش چهارم قانون اساسی فیلیپین در سال ۱۹۸۷ مشخص می‌کند که هیچ قانونی نباید آزادانه بیان را محدود نماید. با این حال، برخی از قوانین فیلیپین این آزادی را محدود می‌کند، مثلاً: برخی قسمت‌های پرچم یا کد هرالد که به عبارات خاصی احتیاج دارند و عبارات دیگر را ممنوع می‌کنند.

### عربستان سعودی
اهانت به مقدسات اسلام در عربستان غیرقانونی است و با مجازات‌های سختی روبرو خواهد بود.

### کره جنوبی
اطلاعات بیشتر در مقاله سانسور در کره جنوبی
قانون اساسی کره جنوبی آزادی بیان، مطبوعات، تقاضا و ملاقات برای اتباع خود را تضمین می‌کند. با این حال، رفتار یا سخنرانی به نفع رژیم کمونیستی کره شمالی، به موجب قانون امنیت ملی مجازات دارد، اگرچه در سال‌های اخیر، تحت تعقیب قانونی این قانون نادر بوده است.
یک قانون سختگیرانه  انتخابات وجود دارد که از چند ماه قبل از انتخابات اثر می‌گذارد و سخنرانی در حمایت یا انتقاد از یک نامزد یا حزب خاص را ممنوع کرده است.

### تایلند
می‌توانید به مقالات سانسور در تایلند و همچنین سانسور اینترنت در تایلند مراجعه کنید
در حالی که قانون اساسی تایلند برای آزادی بیان فراهم می‌کند، قانون می‌تواند آزادی بیان را برای حفظ امنیت ملی، حفظ نظم عمومی، حفظ حقوق دیگران، حفاظت از اخلاق عمومی و جلوگیری از توهین به بودیسم محدود کند.
قانون لسی می‌جست (lese-majeste)، برای انتقاد، توهین یا تهدید پادشاه، ملکه، وارث مجرمان سلطنتی یا نماینده آن‌ها مدت ۱۵ سال حبس، مجازات می‌کند.
افترا یک جرم جنایتکارانه است و احزابی که از حکومت یا مشاغل وابسته انتقاد می‌کنند ممکن است تعقیب شوند، یا مرحله‌ای دچار خود سانسوری شوند.

### امارات متحده عربی
در امارات متحده عربی استفاده از یک شبکه کامپیوتری، برای آسیب رساندن به وحدت ملی یا آرامش اجتماعی جرم است.
این قانون برای محکوم کردن مردم بخاطر انتقاد از تحقیقات امنیتی دولت در توئیتر مورد استفاده قرار گرفته است.

## آفریقا

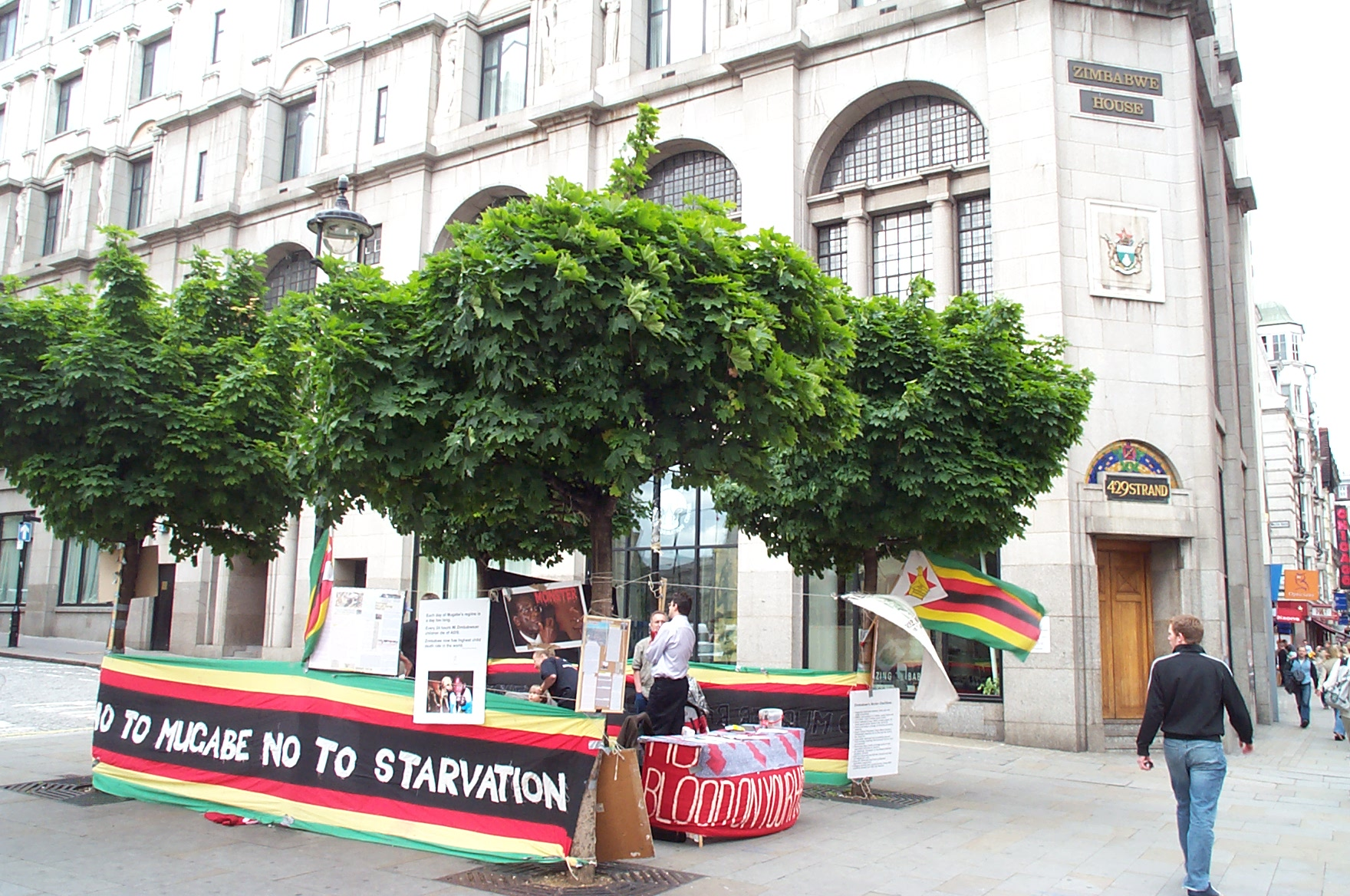
معترضان در مقابل سفارت زیمبابوه در لندن در سال ۲۰۰۵ خواستار رعایت آزادی بیان شدند.

در قانون اساسی بیشتر کشورهای آفریقا حفاظت قانونی برای آزادی بیان در نظر گرفته شده است و البته میزان اجرای آن در هر کشور نسبت به کشور دیگر متفاوت است.

### الجزایر
مقاله اصلی: سانسور در الجزایر

### مصر
مقاله اصلی: حقوق بشر در مصر
حقوق بشر در مصر: اکثر منابع اتفاق نظر دارند که مصر نقض‌کننده حقوق بشر است. مقامات به‌طور مؤثری مانع از اعتراض و آزادی بیان می‌شوند، بازداشت مخالفان، به‌دنبال محاکمه‌های ناعادلانه، اخوان‌المسلمین را مجازات کرد و قدرت ضد تروریستی‌اش را افزایش داد. شکنجه، ناپدید شدن اجباری و کشته شدن به ندرت اتفاق می‌افتد.

### اریتره
مقاله اصلی: حقوق بشر در اریتره
اریتره به هیچ رسانه مستقلی اجازه فعالیت نمی‌دهد و به بهانه طفره رفتن، بیان کردن و دلایل دیگر مخالفان را مورد تأدیب قرار می‌دهد. از سال ۲۰۰۱در اریتره، ۱۴روزنامه‌نگار در مکان‌های مخفی بدون محاکمه زندانی شده‌اند.

### مالاوی
در رابطه با وضعیت آزادی بیان در مالاوی گزارش مستقلی تهیه نشده است ولی می‌توانید به مقاله سانسور اینترنت در مالاوی مراجعه کنید.

### موریتانی
مقاله اصلی: حقوق بشر در موریتانی

### نیجریه
مقاله اصلی: سانسور در نیجریه

### سیرالئون
در رابطه با وضعیت آزادی بیان در سیرالئون گزارش مستقلی تهیه نشده است ولی می‌توانید به مقاله وضعیت رسانه‌ها در سیرالئون مراجعه کنید.

### سومالی
در رابطه با آزادی بیان در سومالی مقاله مستقلی تهیه نشده است ولی می‌توانید به مقاله تبلیغات در جنگ سومالی و همچنین وضعیت رسانه‌ها در سومالی مراجعه کنید.

### آفریقای جنوبی
می‌توانید از مقاله‌های سانسور اینترنت در آفریقای جنوبی و حفاظت از لایحه اطلاعات دولتی استفاده کنید
با توجه به تاریخچه تبعیض نژادی در آفریقای جنوبی، به ویژه در دوران آپارتاید، قانون اساسی جمهوری آفریقای جنوبی در سال ۱۹۹۶ موافق آزادی بیان تصویب شد و براساس زمینه‌های پیشین معادل ممانعت از تنفر محسوب می‌شود. آزادی عقیده و بیان تضمین شده و به وسیله متمم لایحه حقوق بشر آفریقای جنوبی در فصل ۲ قانون اساسی در نظر گرفته شده است.

### سودان جنوبی
در مورد آزادی بیان در سودان جنوبی مقاله مستقلی تهیه نشده ولی می‌توانید به مقاله سانسور در سودان جنوبی مراجعه کنید.

### سودان
مقاله اصلی: حقوق بشر در سودان

### تونس
در همین رابطه می‌توانید به مقاله سانسور در تونس نیز مراجعه کنید.
آزادی بیان موضوعی بحث انگیر و مورد تردید در تونس است. هنرمندان، روزنامه نگاران و شهروندان هنگامی‌که برای ابراز عقیده آزاد خود تلاش می‌کنند مورد اذیت و آزار قرار می‌گیرند. همچنین بعد از انقلاب تونس تجربه کمی در زمینه سنت آزادی بیان وجود دارد.
در ۱۳ ژوئن ۲۰۱۳، علا یعقوبی موسیقیدان رپ تونسی، (معروف به "Weld el 15")، به زندان افتاد و به دو سال حبس محکوم شد؛ زیرا آهنگ او "پلیس‌ها سگ هستند" تحریک خشونت و نفرت تشخیص داده شد و به رغم استیناف در دادگاه تجدید نظر حکم دادگاه به تاریخ ۲ ژوئیه ۲۰۱۳اعلام شد، قرار زندان برایش صادر شد.

### زیمبابوه
مقاله اصلی: حقوق بشر در زیمبابوه

## اقیانوسیه

### استرالیا
می‌توانید به مقاله سانسور در استرالیا مراجعه کنید.
در استرالیا از سانسور به‌نام طبقه‌بندی مطالب یاد می‌شود هرچند مطالبی که در مرحله‌بندی «مردود شده» اعلام شوند فروش و انتشارشان ممنوع‌است. این سیستم همچنین دارای سطح‌بندی‌ها و دسته‌بندی‌های مختلفی‌است که فروش، نمایش، یا استفاده از برخی مواد برای کسانی که زیر سن تجویز شده باشند را ممنوع می‌کند. از آنجا که استرالیا کشوری‌است که به صورت فدرال و ایالتی اداره می‌شود مسئولیت طبقه‌بندی مطالب و نظارت بر این‌گونه چیزها به عهدهٔ هر ایالت است. به‌طور کلی در استرالیا:
- قانون سانسور یا طبقه‌بندی برقرار است.
- بسیاری از بازی‌های کامپیوتری کنترل می‌شوند.
- مسائل سیاسی چندان سانسور نمی‌شوند.
- به مسائل فرهنگی از توجه زیادی برخوردارند.

### زلاندنو
حق آزادی بیان به صراحت توسط قانون مشترک در زلاند نو محافظت نشده است، اما به صورت گسترده‌ای از آموزه‌های مربوط به دفاع از آزادی بیان در نظر قرار گرفته شده است. در زلاندنو مطبوعات مستقل، قوه قضائیه مؤثر و یک سیستم سیاسی دموکراتیک کارکردی برای تضمین آزادی بیان و مطبوعات وجود دارد. به‌طور خاص، آزادی بیان در بخش ۱۴ قانون حقوق بشر در قانون جدید سال ۱۹۹۰ زلاندنو در نظر گرفته شده است.

### ساموآ
می‌توانید به مقاله سانسور در ساموآ مراجعه کنید.

## اروپا

### شورای اروپا

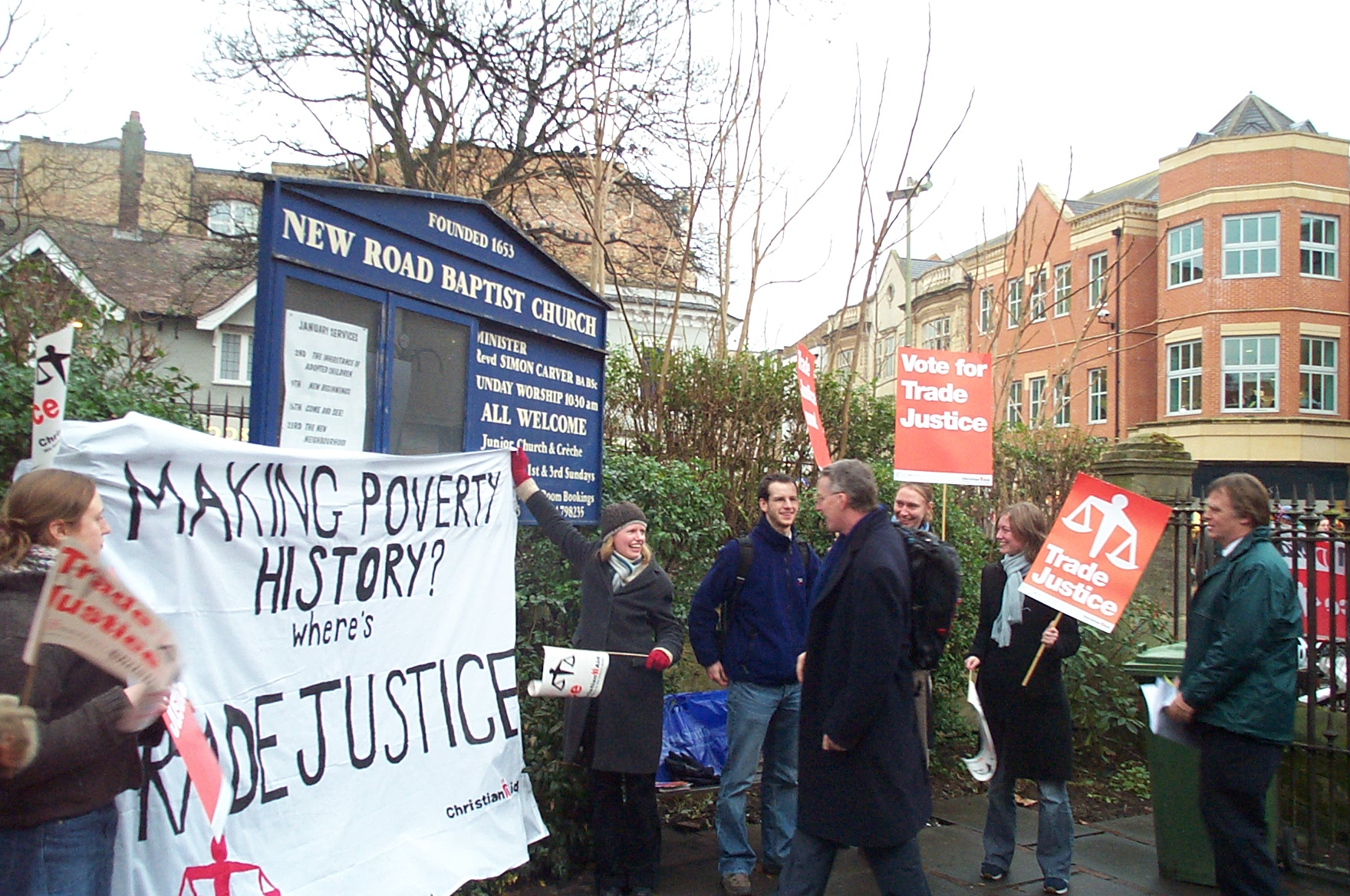
سازمان‌های خیریه می‌توانند از آزادی بیان برای کمپین و لابی وزرای دولت استفاده کنند.

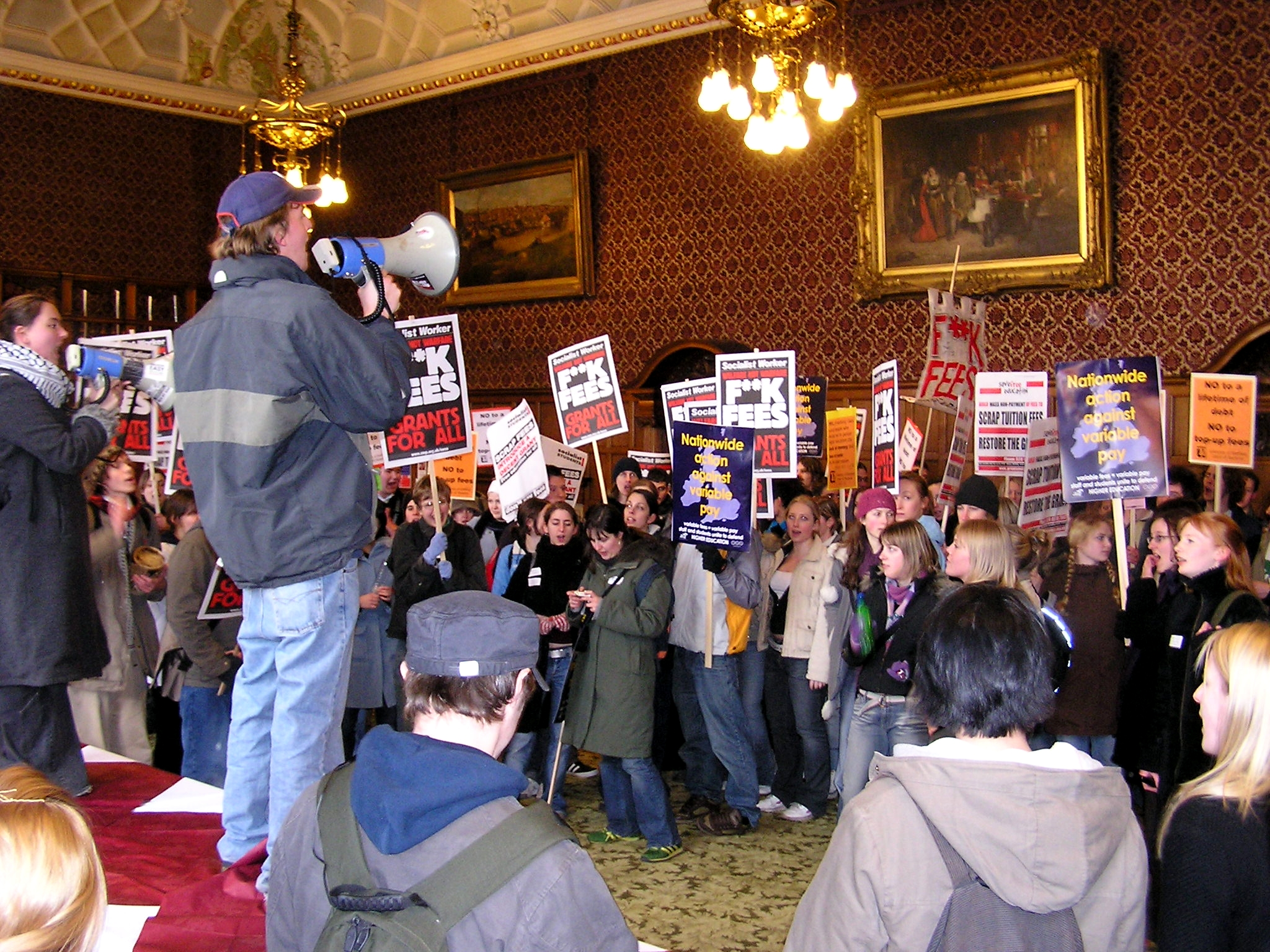
آزادی بیان و طرح خواسته‌های محلی.

کنوانسیون اروپایی حقوق بشر (ECHR)، که در تاریخ ۴ نوامبر سال ۱۹۵۰ امضا شد، بخش وسیعی از حقوق بشر را برای ساکنان کشورهای عضو شورای اروپا تضمین می‌کند که شامل تقریباً تمام کشورهای اروپایی می‌شود. این حقوق در ماده ۱۰ آمده است که آزادی بیان را برای همه شهروندان به رسمیت می‌شناسد.
در اعلامیه جهانی حقوق بشر آمده است:
همه افراد حق آزادی بیان دارند این حق شامل آزادی ارائه نظرات و دریافت و انتقال اطلاعات و ایده‌ها بدون دخالت مقامات دولتی و بدون در نظر گرفتن مرزها می‌شود. این مقاله نباید از دولت‌ها بخواهد مجوز پخش شرکت‌های تلویزیونی یا سینما را صادر کنند.

### اتحادیه اروپا
شهروندان اتحادیه اروپا از آزادی بیان، مطبوعات، اجتماع، انجمن، حرکت‌های جمعی و تظاهرات برخوردار هستند. در حال حاضر، تمام اعضای اتحادیه اروپا، علاوه برداشتن حقوق قانونی مختلف برای آزادی بیان در سطح ملی، امضاء کنوانسیون اروپایی حقوق بشر هستند. منشور حقوق اساسی اتحادیه اروپا از زمان ۱ دسامبر ۲۰۰۹، زمانی که پیمان لیسبون به‌طور کامل تصویب و مؤثر بود، قانونی است. ماده ۱۱ منشور، که بخشی از متن اعلامیه جهانی حقوق بشر و کنوانسیون اروپایی حقوق بشر است، بیان می‌دارد که:
1. هرکس حق آزادی بیان دارد. این حق شامل آزادی بیان نظرات و دریافت و انتقال اطلاعات و ایده‌ها بدون دخالت مقامات دولتی و بدون در نظر گرفتن مرزها می‌شود.
2. آزادی و کثرت گرایی رسانه‌ها باید احترام گذاشته شود.

### اتریش
در سال ۲۰۰۹ دادگاهی در اتریش حکم کرد که توهین به محمد پیامبر مسلمان‌ها از حقوق آزادی بیان است. دادگاه حقوق بشر اروپایی این حکم را در سال ۲۰۱۸ محکوم کرد.

### جمهوری چک

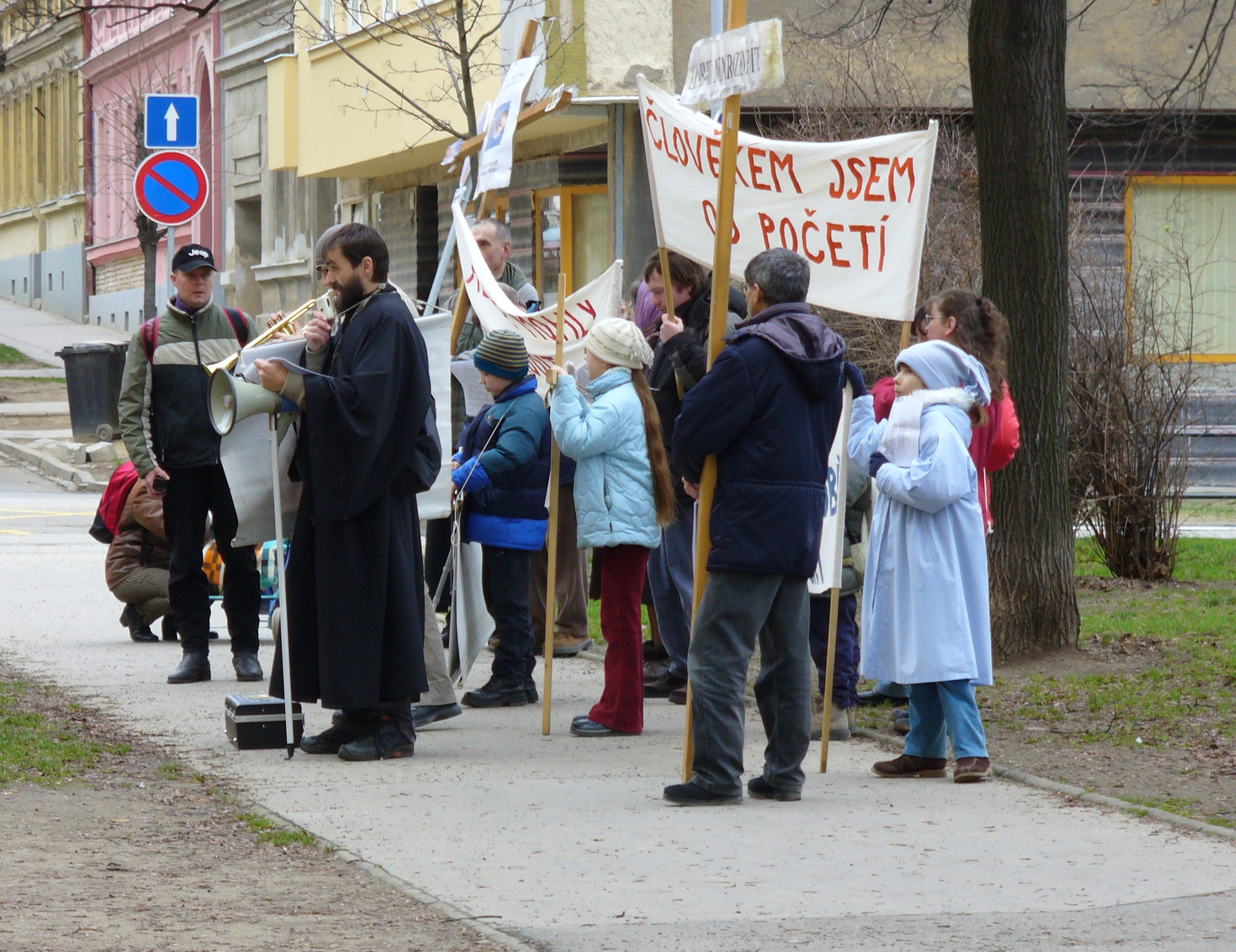
کشیش ارتدکس «لیبر هالیک» با گروهی از پیروانش مدت ۵ سال در مقابل بیمارستان زایمان در برنو، موراویا تجمع اعتراضی داشتند.

آزادی بیان در جمهوری چک با منشور حقوق اساسی و آزادی‌های پایه‌ای که از نظر حقوقی معادل قانون اساسی چک است تضمین می‌گردد.

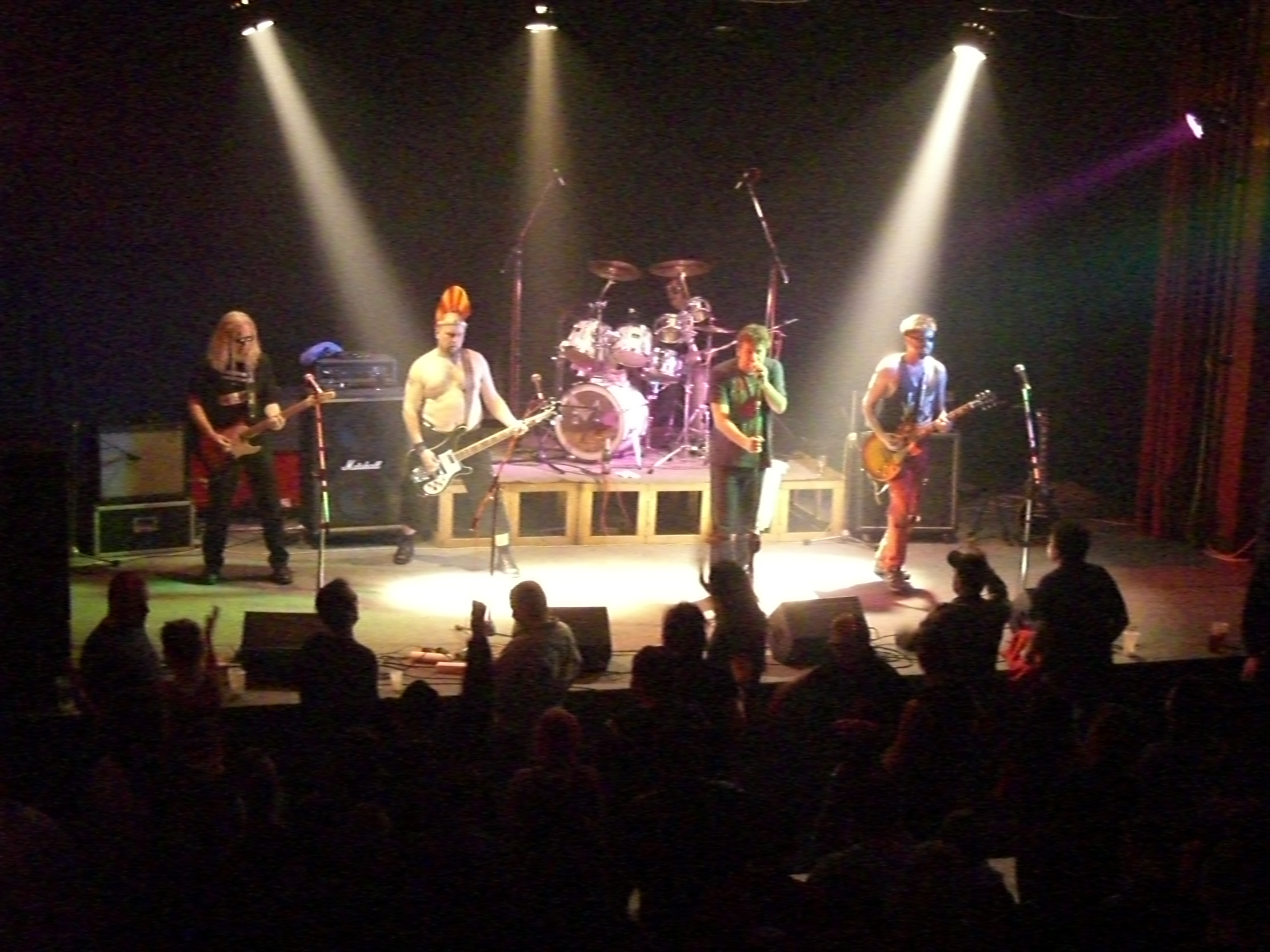
گروه پانک Visací zámek که آهنگ مشهوری را در مورد واسکل کلاوس، رئیس‌جمهوری چک (۲۰۰۳–۲۰۱۳) اجرا کرد.

### دانمارک
می‌توانید به مقاله سانسور در دانمارک مراجعه کنید.
آزادی بیان در دانمارک در قانون اساسی این کشور آمده است.
بر طبق قانون اساسی هر فرد می‌تواند به صورت آزادانه عقایدش را با انتشار یا چاپ، به صورت نوشته و بیان ابراز دارد.

### فنلاند
می‌توانید به مقاله سانسور در فنلاند مراجعه کنید
فنلاند از نظر آزادی مطبوعات به عنوان بهترین آزادی مطبوعات ۲۰۰۲–۲۰۰۶ و ۲۰۰۹–۲۰۱۰ و۲۰۱۲– ۲۰۱۴ شناخته شده است.

### فرانسه
می‌توانید به مقاله‌های سانسور در فرانسه و قوانین گفتاری نفرت در فرانسه مراجعه کنید.

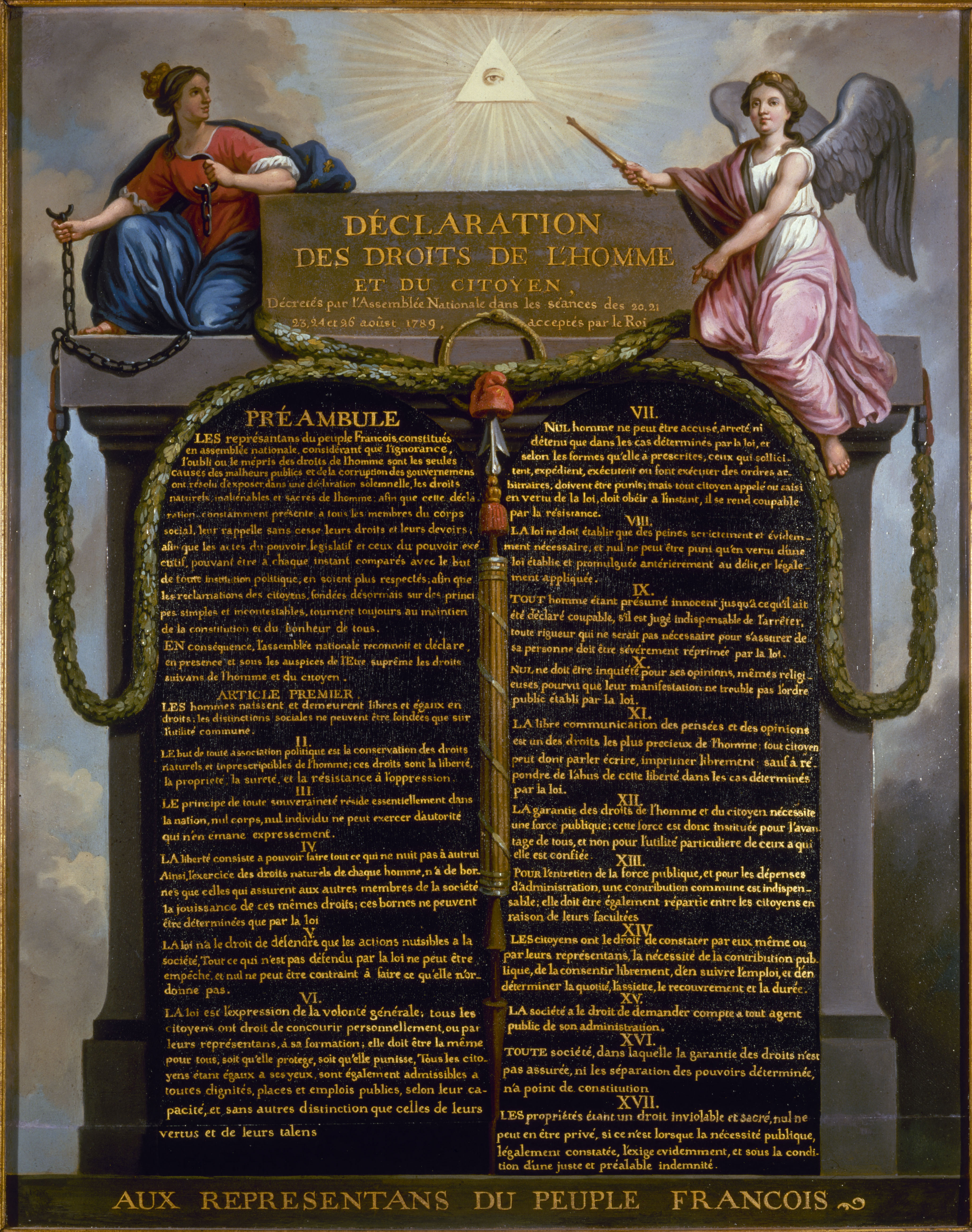
اعلامیه حقوق انسان و شهروندان

اعلامیه حقوق انسان و شهروندان در ماده ۱۱ آزادی بیان را تضمین می‌کند:
ارتباط آزاد افکار و عقاید یکی از ارزشمندترین حقوق انسان است: هر شهروندی ممکن است به این ترتیب در صحبت، نوشتن و چاپ آزادانه عمل کند. مواردی سوء استفاده از این آزادی‌ها را قانون مشخص می‌کند.

### آلمان
می‌توانید به مقاله سانسور در آلمان مراجعه کنید.
آزادی بیان با ماده ۵ قانون پایه جمهوری آلمان تضمین شده و همچنین می‌گوید که هیچ سانسور نیست و آزادی بیان ممکن است توسط قانون محدود شود.
قانون آزادی مطبوعات در آلمان و ۱۶ ایالت آن تنظیم شده است.

### یونان
ماده چهاردهم قانون اساسی یونان آزادی بیان، نگارش و مطبوعات را برای همه، با محدودیت‌های خاص یا استثناها، تضمین می‌کند.

### مجارستان
ماده‌های VII, VIII, IX و X قانون پایه مجارستان حقوق آزادی بیان و مطبوعات، افکار، وجدان، مذهب، هنر، تحقیقات علمی و تجمع را مقرر می‌دارد.

### ایرلند
می‌توانید به مقاله سانسور در جمهوری ایرلند مراجعه کنید.
آزادی بیان در قانون اساسی ایرلند تحت ماده۴۰٫۶٫۱ حمایت می‌شود.

### ایتالیا
می‌توانید به مقاله سانسور در ایتالیا مراجعه کنید.
قانون اساسی در ایتالیا در ماده ۲۱ پاراگراف ۱ آزادی بیان را تضمین می‌کند.
هرکس حق دارد آزادانه افکار خود را در سخنرانی، نوشتن یا هر گونه ارتباط دیگر بیان کند.

### مالت
توهین به کلیسای کاتولیک در مالت، قبلاً جرم بود. اما این قانون در سال ۲۰۱۶ لغو شد.

### هلند

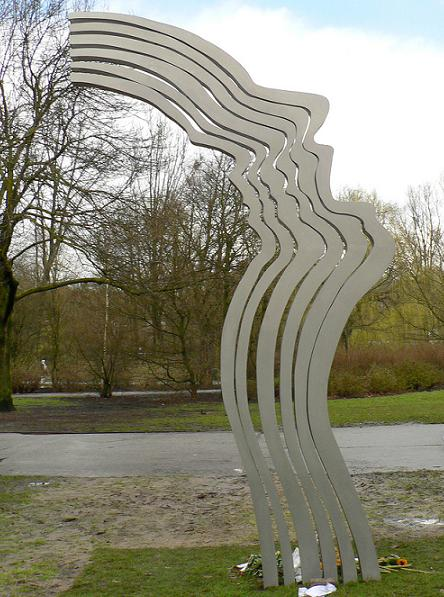
(فریاد) یادبود تئو ون گوگ و نماد آزادی بیان است

ماده ۷ قانون اساسی هلند در اولین پاراگراف خود، حق بیان عقاید و احساسات را بدون سانسور و بدون گرفتن مجوز از مسئولان به همه اعطا می‌کند.

### لهستان
به‌صورت تاریخی اساسنامه ویسلیکا (Statutes of Wiślica)در سال ۱۳۴۷ توسط کازیمیر سوم آزادی بیان را در لهستان قرون وسطی تدوین کرد. بر اساس آن ناشران کتاب نباید مورد آزار و اذیت قرار گیرند.

### پرتغال
بعد از سرنگونی دیکتاتوری سالازار در سال ۱۹۷۴ ماده ۳۷ قانون اساسی پرتغال سانسور عقاید و اطلاعات را ممنوع می‌سازد.

### اسپانیا
ماده ۵۷۸ قانون جزای اسپانیا هر گونه تجلیل یا توجیه در بیان یا انتشار عام جرائمی را ممنوع می‌کند که در مواد ۵۷۱ – ۵۷۷ این قانون آمده است. همچنین تجلیل از کسانی که در اعدام یا توهین و تحقیر قربانیان جرائم تروریستی و خانواده‌هایشان شرکت دارند را ممنوع می‌سازد.

### سوئد
می‌توانید به مقاله سانسور در سوئد مراجعه کنید.
آزادی بیان در سه ماده از قانون اساسی سوئد در نظر گرفته شده است.

### انگستان

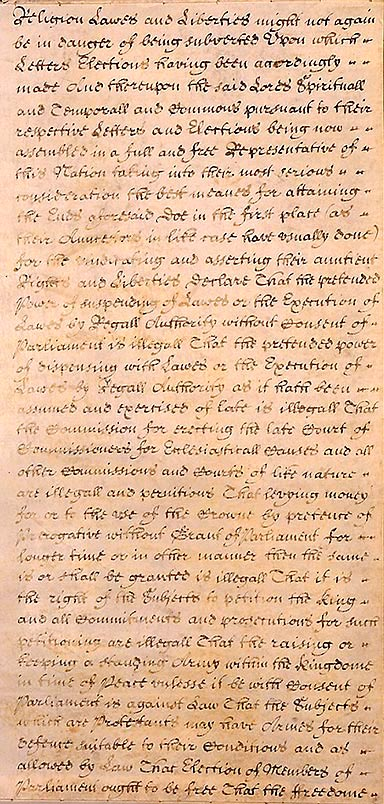
لایحه حقوقی ۱۶۸۹ مجوز دسترسی مجلس به آزادی بیان و بحث یا رسیدگی به آن در مجلس انگلستان را تضمین کرده است و هنوز هم در حال اجرا می‌باشد.

می‌توانید به مقاله سانسور در انگلستان مراجعه نمایید.
شهروندان بریتانیا دارای حق انحصاری آزادی بیان بر اساس قانون مشترک هستند. در سال ۱۹۹۸، بریتانیا، کنوانسیون اروپایی را تأسیس کرد و تضمین آزادی بیان را در ماده ۱۰ قانون داخلی خود با عنوان قانون حقوق بشر قرار داده است.

### نروژ
ماده ۱۰۰ قانون اساسی نروژ از سال ۱۸۱۴ آزادی بیان را اعطا کرده است و بیشتر آن از آن زمان دست نخورده باقی مانده است.

### روسیه
مقاله اصلی: آزادی مطبوعات در روسیه
همچنین می‌توانید به مقاله‌های آزادی اجتماع در روسیه و آزادی مذهب در روسیه مراجعه کنید.
جنبه‌های مختلف وضعیت آزادی مطبوعات معاصر در روسیه توسط چندین سازمان بین‌المللی مورد انتقاد قرار گرفته است.
مایک پومپئو، وزیر خارجه آمریکا، نسبت به اینکه روسیه با فرمان حکومتی فعالیت صدای آمریکا و رادیو اروپای آزاد/رادیو آزادی را در روسیه محدود می‌کند، انتقاد کرده و خواستار تجدیدنظر مسکو در این فرمان شد.

### سوئیس
ماده ۱۶ قانون اساسی سوئیس، آزادی بیان و آزادی اطلاعات را برای همه شهروندان تضمین می‌کند.

## آمریکای شمالی

### کانادا
برای اطلاعات بیشتر می‌توانید به تاریخچه آزادی بیان در کانادا و سانسور در کانادا مراجعه کنید.
آزادی بیان در کانادا توسط ماده ۲(ب) منشور حقوق و آزادی‌های کانادا تضمین شده است:
ماده ۲: همه افراد از آزادی‌های پایه‌ای و اساسی برخوردارند:
(ب) آزادی اندیشه، اعتقاد، عقیده و بیان، از جمله آزادی مطبوعات و سایر رسانه‌های ارتباطی

### کوبا
تضمین‌های قانونی
آزادی بیان در کوبا با ماده ۵۳ قانون اساسی کوبا و آزادی اجتماعات با ماده ۵۴ تضمین شده است.

### هندوراس
می‌توانید به مقاله سانسور در هندوراس مراجعه کنید.
آزادی مطبوعات در هندوراس از زمان حکومت فرانسیسکو مورازان به عنوان رئیس‌جمهور جمهوری فدرال آمریکای مرکزی در سال ۱۸۳۰ شروع شد.

### مکزیک
می‌توانید به مقاله سانسور در مکزیک مراجعه کنید.
سانسور در مکزیک شامل همه نوع سرکوب آزادی بیان در این کشور می‌باشد. در سال ۲۰۱۶ خبرنگاران بدون مرز مکزیک را در بین ۱۸۰ کشور از نظر آزادی مطبوعات در رده ۱۴۹ قرار داد.

### ایالات متحده آمریکا

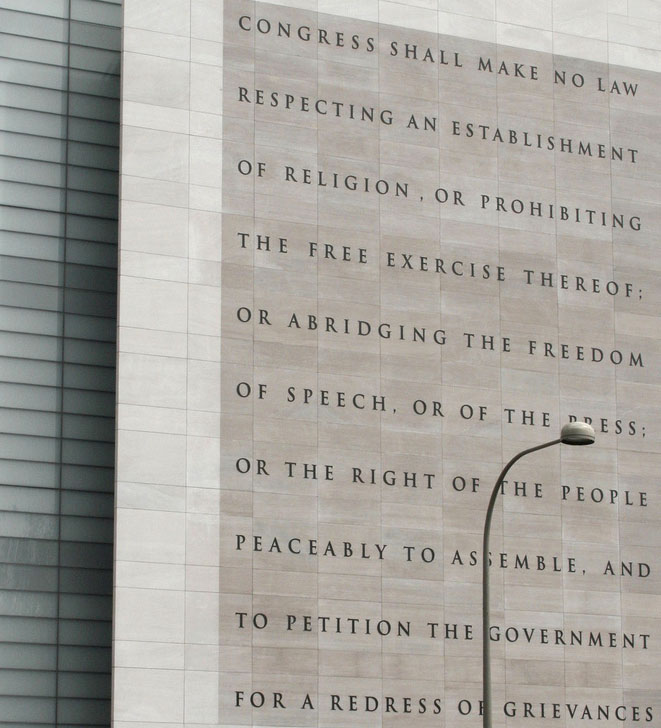
پنج اصل آزادی که در اولین اصلاحیه قانون اساسی ایالات متحده تصریح شده است، در لوحه موزه خبری واشینگتن نگهداری می‌شود.

مقاله اصلی: آزادی بیان در ایالات متحده آمریکا
همچنین می‌توانید به مقاله سانسور در ایالات متحده مراجعه کنید.
کنگره آمریکا هیچ قانونی را نخواهد آورد که در مورد برپایی یا ممنوعیت انجام آزادانه آئین مذاهب، یا محدود کردن آزادی بیان، یا مطبوعات یا حق تجمع صلح آمیز مردم باشد.
اولین اصلاحیه قانون اساسی ایالات متحده:
در ایالات متحده، آزادی بیان به‌وسیلهٔ اصلاحیه اول قانون اساسی ایالات متحده و با پروسه‌های مختلف در پرونده‌های قانونی تضمین می‌شود. چندین استثناء قانون عرفی وجود دارد، از جمله محرومیت ناعادلانه، تحریک به شورش یا اقدام غیرقانونی قریب‌الوقوع، جنگ ویرایشی، تقلب، سخنرانی تحت پوشش کپی رایت، و البته این بدان معنا نیست که این قانون غیرقانونی است، اما فقط ممکن است در دولت‌های ایالتی یا دولت فدرال غیرقانونی باشند.

## آمریکای جنوبی

### بولیوی
مقاله اصلی: سانسور در بولیوی
سانسور کردن در بولیوی را می‌توان در سال‌ها قبل از مخاصمات بین مردم بومی بولیوی و مردم ثروتمندتر با اصلیت اروپایی دنبال کرد. تا زمانی که بولیوی در سال ۱۹۸۲ دموکراتیزه شد، رسانه‌ها تحت کنترل شدید قرار داشت.

### برزیل

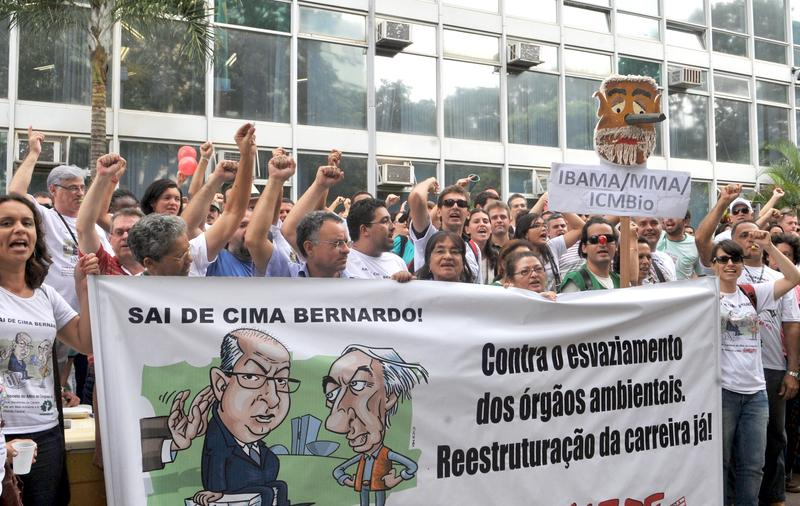
در برزیل، آزادی اجتماعات و بیان، از حقوق پایه‌ای است.

منابع اصلی: آزادی بیان در برزیل و سانسور در برزیل
در برزیل آزادی بیان یک حق تضمین شده در قانون اساسی است. ماده پنج قانون اساسی می‌گوید بیان افکار آزاد است. ناشناس ماندن ممنوع است.

### اکوادور
مقاله اصلی: سانسور در اکوادور
آزادی بیان در اکوادور با ماده ۶۶ بند ۶ قانون اساسی اکوادور تضمین شده است که می‌گوید: «حق اظهار نظر و ابراز آزادانه عقاید هر فرد در هر شکل ممکن آزاد می‌باشد.»

### پرو
در پرو آزادی بیان با بند ۲ ماده ۴ قانون اساسی تضمین شده است که می‌گوید «به آزادی اطلاعات، عقاید، بیان، نظر و انتشارات، چه شفاهی، چه کتبی یا از طریق هر وسیله ارتباط اجتماعی آزاد است.»

### ونزوئلا
مقاله اصلی: سانسور در ونزوئلا
قانون اساسی ونزوئلا می‌گوید آزادی بیان و آزادی مطبوعات حمایت شده است. ماده ۵۷ می‌گوید. «هر کس حق دارد افکار. عقاید. نظراتش را شفاهاً آزادانه بیان کند»